# کورون دو برئونا
کورون دو برئونا (به لاتین: Couronne de Bréona) یک کوه در سوئیس است. کورون دو برئونا ۳٬۱۵۹ متر بالاتر از سطح دریا واقع شده‌است.